# 若央りさ
若央 りさ（わかお りさ、1965年9月10日 - ）は、元宝塚歌劇団月組男役スターで、現在は同歌劇団振付家。
神奈川県茅ヶ崎市出身。本名・福村 光恵（ふくむら みつえ）。愛称「ミツエ（ちゃん）」。身長165cm、血液型O型。

## 来歴・人物
茅ヶ崎市に三姉妹の次女として出生する。聖園女学院中等部卒業後、1981年宝塚音楽学校に入学する。
1983年、69期生として宝塚歌劇団入団。入団時の成績は6番。『春の踊り』／『ムーンライト・ロマンス』で初舞台。のちに月組に配属される。
同期生には、久世星佳（元月組トップスター）、高嶺ふぶき（元雪組トップスター）、麻路さき（元星組トップスター）、神奈美帆（元雪組トップ娘役）などがいる。
1987年、バウホール公演『青春の旋風～リトル・ヒーロー三四郎』で初主演。
1989年、ニューヨーク公演のメンバーに選抜される。
1994年、『風と共に去りぬ』でも女役ベル・ワットリングを演じ、同年の歌劇団ロンドン公演にも参加、重要なポジションを担った。
1995年、『ハードボイルド・エッグ/EXOTICA!』東京宝塚劇場公演（6月）限りで退団。なお同作は1月の阪神・淡路大震災の影響で宝塚大劇場公演が全日程中止となったため、3月に急遽月組バウホール公演「Beautiful Tomorrow!」が製作され、若央は本拠地・宝塚での最後のステージを務めた。
退団後は、「花嫁修業でもしながら自分のやりたいことをゆっくり探したい」と希望していたが、ほどなく「踊れて舞える」実力を見込まれ、羽山紀代美の助手に誘われた。後に歌劇団より振付助手就任依頼のオファーがあり応諾し、歌劇団の振付家として活動している。

## 宝塚時代の主な舞台
- 1984年5月、『沈丁花の花道』新人公演：征木剛（本役：郷真由加）／『ザ・レビューⅡ』
- 1984年9月、『I am What I am』（パルコ劇場・中日劇場）
- 1984年11月、『ガイズ&ドールズ』新人公演：ベニー・サウスストリート（本役：郷真由加）
- 1985年5月、『二都物語』新人公演：ストライバー（本役：桐さと実）／『ヒート・ウェーブ』
- 1985年9月、『スウィート・リトル・ロックンロール』（バウ）スター・ジョン
- 1985年11月、『ときめきの花の伝説』トト、新人公演：アレッサンドロ（本役：郷真由加）／『ザ・スィング』
- 1986年1月、『夢の彼方に』（バウ）ピエール
- 1986年5月、『百花扇』／『哀愁』新人公演：ジョン・ヘイズ大佐（本役：桐さと実）
- 1986年9月、『ロータスの伝説』（バウ）ロバート・オースチン
- 1986年11月、『パリ、それは悲しみのソナタ』新人公演：ローラン・コステロ（本役：涼風真世）／『ラ・ノスタルジー』
- 1987年5月、『ME AND MY GIRL』新人公演：ジョン・トレメイン卿（本役：郷真由加）
- 1987年9月、『青春の旋風』（バウ）橘三四郎　＊バウホール初主演
- 1987年11月、『ME AND MY GIRL』（再演）新人公演：ジャクリーン・カーストン（本役：涼風真世）
- 1988年5月、『南の哀愁』新人公演：ヘンリー・ヒューストン（本役：涼風真世）／『ビバ!シバ!』
- 1988年9月、『サウンド・オブ・ミュージック』（バウ）エルサ・シュレーダー
- 1988年11月、『恋と霧笛と銀時計』新人公演：池野源十郎（本役：桐さと実）／『レインボー・シャワー』
- 1989年2月、『赤と黒』（バウ）ノルベール・ドゥ・ラモール伯爵
- 1989年5月、『新源氏物語』左馬頭／右近（2役）新人公演：惟光／夕霧（2役）（本役：涼風真世）／『ザ・ドリーマー』
- 1989年7月、『バラの花のように』（バウ）
- 1989年10月、『宝塚をどり賛歌』／『タカラヅカ・フォーエバー』（ニューヨーク）
- 1990年2月、『大いなる遺産』クラリカー／『ザ・モダーン』
- 1990年4月、『ロミオとジュリエット』（バウ）ベンヴォーリオ
- 1990年8月、『川霧の橋』杉太郎／『ル・ポアゾン 愛の媚薬』
- 1990年10月、『天使の微笑・悪魔の涙』フロイト／サロメ（2役）／『レッド・ホット・ラブ』（全国ツアー）
- 1991年3月、『ベルサイユのばら -オスカル編-』ベルナール・シャトレ
- 1991年5月、『紫陽の花しずく』（バウ）富次郎 ＊バウホール主演
- 1991年9月、『銀の狼』トランティニアン／『ブレイク・ザ・ボーダー』
- 1992年1月、『珈琲カルナバル』パウロ／『夢・フラグランス』
- 1992年7月、『PUCK』ラリー／『メモリーズ・オブ・ユー』
- 1992年12月、『ジャンプ・フォー・ジョイ』（ドラマシティ）
- 1993年4月、『グランドホテル』伯爵夫人／『BROADWAY BOYS』
- 1993年5月、『ロスト・エンジェル』（バウ）ブライアン
- 1994年1月、『風と共に去りぬ』ベル・ワットリング
- 1994年7月、『花扇抄』／『扉のこちら』／『ミリオン・ドリームズ』（ロンドン公演）
- 1994年11月、『エールの残照』オマリー神父／『TAKARAZUKA・オーレ!』（東宝）
- 1994年12月、『LE MISTRAL -鏡の中に消えた男-』（ドラマシティ）フランソワ
- 1995年3月、『Beautiful Tomorrow』（バウ）
- 1995年6月、『ハードボイルドエッグ』ローレンス／『EXOTICA!』（東宝） ＊退団公演

## 振付した主な作品
- 1996年、雪組『虹のナターシャ』振付助手
- 1996年、月組『グランド・ベル・フォリー』振付助手
- 1997年、星組『ダル・レークの恋』
- 1997年、雪組、レビュー『ゴールデン・デイズ』振付助手
- 1997年、花組『君に恋してラビリンス！』
- 1997年、'97TCAスペシャル　宝塚大劇場
- 1997年、『タカラヅカ・フォーエバー』振付助手
- 1997年、雪組『真夜中のゴースト』
- 1997年、月組『EL DORADO 』振付助手
- 1997年、雪組、ショー『LET'S JAZZ -踊る五線譜-』宝塚大劇場、帝国劇場(東京)、振付助手
- 1997年、花組、レビュー『ザッツ・レビュー』大劇場、中日劇場
- 1997年、花組『サザンクロス・レビュー』振付助手
- 1997年、月組『ワン・モア・タイム！』宝塚バウホール
- 1997年、合同『アデュー・東京宝塚劇場』東京宝塚劇場
- 1998年、宙組、レビュー『シトラスの風』初演、振付助手
- 1998年、合同　'98TCAスペシャル　宝塚大劇場
- 1998年、合同　レビュー・スペシャル’98　宝塚大劇場
- 1998年、星組『皇帝』宝塚大劇場、TAKARAZUKA1000days劇場（東京）、レビュー『ヘミングウェイ・レビュー』振付助手、TAKARAZUKA1000days劇場（東京）のみ
- 1998年、宙組『エリザベート -愛と死の輪舞-』振付助手
- 1998年、月組、レビュー『ル・ボレロ・ルージュ』宝塚大劇場、TAKARAZUKA1000days劇場（東京）
- 1999年、花組『夜明けの序曲』宝塚大劇場、TAKARAZUKA1000days劇場（東京）
- 1999年、月組『うたかたの恋』、ショー『ミリオン・ドリームズ』全国ツアー、振付助手
- 1999年、雪組、ショー『ノバ・ボサ・ノバ』
- 1999年、月組、ショー『ノバ・ボサ・ノバ』宝塚大劇場
- 1999年‐2000年、星組『我が愛は山の彼方に』、レビュー『グレート・センチュリー -メモリーズ&メロディーズ-』博多座、宝塚大劇場、TAKARAZUKA1000days劇場（東京）
- 1999年、合同　'99TCAスペシャル　宝塚大劇場
- 1999年、宙組、レビュー『ザ・レビュー'99』
- 1999年、花組、レビュー『ザ・レビュー'99』宝塚大劇場、TAKARAZUKA1000days劇場（東京）
- 1999年、星組『エピファニー』
- 1999年、月組『プロヴァンスの碧い空』振付助手
- 2000年、宙組『砂漠の黒薔薇』宝塚大劇場、TAKARAZUKA1000days劇場（東京）、ショー『GLORIOUS!! -栄光の瞬間-』宝塚大劇場、TAKARAZUKA1000days劇場（東京）、全国ツアー
- 2000年、月組『BLUE・MOON・BLUE』宝塚大劇場、振付助手
- 2000年、星組『黄金のファラオ』、ショー『美麗猫 -ミラキャット-』宝塚大劇場、TAKARAZUKA1000days劇場（東京）、全国ツアー
- 2000年、合同『宝塚　雪・月・花』、レビュー『サンライズ・タカラヅカ』振付補、海外公演
- 2000年、合同　TCAスペシャル2000
- 2000年、月組『Jazz Mania』宝塚大劇場
- 2000年、星組『花吹雪恋吹雪』宝塚バウホール、日本青年館
- 2000年、花組『Asian Sunrise』宝塚大劇場、振付助手
- 2000年-2002年、月組『ジャズマニア』大劇場、全国ツアー2001年、全国ツアー2002年
- 2001年、月組『愛のソナタ』、ショー『ESP!!』東京宝塚劇場、宝塚大劇場
- 2001年、星組、ショー『夢は世界を翔けめぐる -THE WORLD HERITAGE 2001-』宝塚大劇場のみ
- 2001年、花組『マノン』宝塚バウホール
- 2001年、合同　TCAスペシャル2001　宝塚大劇場
- 2001年、花組、ショー『VIVA! 』宝塚大劇場
- 2001年、星組『風と共に去りぬ』全国ツアー
- 2001年、月組『大海賊 -復讐のカリブ海-』大劇場、全国ツアー
- 2001年、宙組『ベルサイユのばら2001（フェルゼンとマリー・アントワネット編）』
- 2001年、星組『ベルサイユのばら2001(オスカルとアンドレ編)』
- 2001年、雪組『愛 燃える -呉王夫差-』、レビュー『Rose Garden』振付助手、宝塚大劇場、東京宝塚劇場
- 2001年、星組『サザンクロス・レビューII 』振付助手
- 2002年、合同『風と共に去りぬ』日生劇場
- 2002年、花組『エリザベート -愛と死の輪舞-』振付助手
- 2002年、月組『ガイズ&ドールズ』
- 2002年、星組『サザンクロス・レビュー・イン・チャイナ』第2回中国ツアー
- 2002年、合同　TCAスペシャル2002　『DREAM』
- 2002年、雪組　宝塚巴里祭2002、ホテル阪急インターナショナル、パレスホテル
- 2002年‐2003年、花組、レビュー『Cocktail -カクテル-』大劇場、博多座、全国ツアー
- 2002年、月組　大和悠河ディナーショー　『Possibility』宝塚ホテル、第一ホテル東京
- 2003年、宙組『春ふたたび』宝塚バウホール
- 2003年、宙組、ショー『満天星大夜總会 -THE STAR DUST PARTY-』
- 2003年、花組『恋天狗』宝塚バウホール
- 2003年、雪組『アメリカン・パイ』宝塚バウホール、日本青年館
- 2003年、月組、レビュー『花の宝塚風土記 -春の踊り-』
- 2003年、星組『サザンクロス・レビューIII』広島郵便貯金会館、石央文化ホール（浜田市）、出雲市民会館、福岡市民会館、熊本市民会館、鳥栖市民文化会館、名古屋市民会館、富士市文化会館、神奈川県民ホール、さいたま市文化センター
- 2003年、花組、レビュー『レヴュー誕生 -夢を創る仲間たち-』宝塚大劇場東京宝塚劇場
- 2003年、合同　TCAスペシャル2003　宝塚大劇場
- 2003年、星組『王家に捧ぐ歌』
- 2003年、雪組、『アメリカン・パイ』宝塚バウホール
- 2003年、雪組、レビュー『Joyful!!』東京宝塚劇場、大劇場、全国ツアー
- 2003年、月組『花の宝塚風土記』東京宝塚劇場、第一ホテル東京
- 2003年、花組『宝塚巴里祭2003』ホテル阪急インターナショナル
- 2003年、宙組『里見八犬伝』宝塚バウホール
- 2003年、雪組、レビュー『レ・コラージュ -音のアラベスク-』
- 2003年、宙組『白昼の稲妻』
- 2004年、花組、レビュー『アプローズ・タカラヅカ！』
- 2004年、月組『ジャワの踊り子』
- 2004年、花組『ジャワの踊り子』
- 2004年、星組『タカラヅカ絢爛』宝塚大劇場
- 2004年、星組　安蘭けいディナーショー　『Sense』宝塚ホテル、第一ホテル東京、大津プリンスホテル
- 2004年、花組、レビュー『アプローズ・タカラヅカ！』東京宝塚劇場
- 2004年、雪組、レビュー『タカラヅカ・グローリー！』東京宝塚劇場
- 2004年、月組『タカラヅカ絢爛II -灼熱のカリビアン・ナイト-』宝塚大劇場
- 2004年、合同　TCAスペシャル2004　宝塚大劇場
- 2004年、花組、ショー『TAKARAZUKA舞夢!』
- 2004年、宙組　エンカレッジ・スペシャルコンサート『Angels in Harmony』宝塚バウホール、東京劇術劇場
- 2004年、雪組『タカラヅカ・ドリーム・キングダム』宝塚大劇場
- 2004年、星組『花舞う長安』東京宝塚劇場
- 2004年、合同　宝塚歌劇チャリティーコンサート　宝塚大劇場
- 2005年、花組　彩吹真央ディナーショー　『Day Dream』宝塚ホテル、第一ホテル東京
- 2005年、雪組『霧のミラノ』
- 2005年、星組『王家に捧ぐ歌』　（第二幕）全国ツアー
- 2005年、花組、レビュー『エンター・ザ・レビュー』初演、東京宝塚劇場、全国ツアー
- 2005年、雪組『さすらいの果てに』宝塚バウホール
- 2005年、合同　TCAスペシャル2005
- 2005年、宙組『レヴュー伝説』全国ツアー
- 2005年、合同『ゴールデン・ステップス』宝塚大劇場
- 2005年、星組　『ベルサイユのばら』、ショー『ソウル・オブ・シバ！！』東京宝塚劇場、全国ツアー
- 2005年、合同『花の道　夢の道　永遠の道』
- 2006年、宙組『NEVER SAY GOODBYE -ある愛の軌跡-』
- 2006年、星組『ベルサイユのばら(フェルゼンとマリー・アントワネット編)』
- 2006年、雪組『ベルサイユのばら(オスカル編)』
- 2007年、星組『エル・アルコン-鷹-』
- 2008年、月組『ME AND MY GIRL』大劇場、宝塚歌劇団94期生初舞台公演ロケット振付
- 2008年、星組『THE SCARLET PIMPERNEL』初演
- 2008年、月組、レビュー『Apasionado!!』
- 2009年、雪組『ZORRO 仮面のメサイア』
- 2009年、花組『太王四神記』初演
- 2009年、宙組、レビュー『Amour それは…』第一章オープニング、間奏曲（一）若さ、スパークリング!、第八章フィナーレ
- 2009年、星組『太王四神記』
- 2009年、花組『外伝ベルサイユのばら(アンドレ編)』
- 2010年、月組『THE SCARLET PIMPERNEL』
- 2011年、星組『ノバ・ボサ・ノバ』
- 2011年、星組『オーシャンズ11』
- 2011年、雪組『ロミオとジュリエット』
- 2012年、宙組『銀河英雄伝説@TAKARAZUKA』
- 2012年、花組、レビュー『CONGA!!』
- 2012年、月組『ロミオとジュリエット』
- 2013年、花組『オーシャンズ11』
- 2013年、月組『ベルサイユのばら(オスカルとアンドレ編)』
- 2013年、宙組『風と共に去りぬ』
- 2013年、雪組『ベルサイユのばら(フェルゼン編)』
- 2014年、星組『眠らない男・ナポレオン -愛と栄光の涯に-』
- 2014年、宙組『ベルサイユのばら(オスカル編)』
- 2015年、月組『1789 -バスティーユの恋人たち-』
- 2015年、星組『ガイズ＆ドールズ』
- 2015年、雪組『星逢一夜』
- 2016年、宙組、ショー『HOT EYES!!』
- 2016年、雪組『るろうに剣心』
- 2016年、花組『ME AND MY GIRL』
- 2016年、月組『NOBUNAGA〈信長〉-下天の夢-』、ショー『Forever　LOVE!!』
- 2016年、星組、レビュー『ロマンス!! (Romance)』
- 2016年、雪組『Greatest HITS！』
- 2017年、雪組『星逢一夜』中日劇場
- 2017年、月組『カルーセル輪舞曲（ロンド）』
- 2017年、宙組、レビュー『VIVA！ FESTA！』
- 2017年、星組『THE SCARLET PIMPERNEL』
- 2017年、雪組『幕末太陽傳（ばくまつたいようでん）』
- 2017年、花組、レビュー『Santé!!』
- 2017年、月組『All for One』
- 2017年、宙組『クラシカル　ビジュー』
- 2017年、星組、レビュー『Bouquet de TAKARAZUKA（ブーケ ド タカラヅカ）』
- 2018年、花組『ポーの一族』
- 2018年、宙組『天は赤い河のほとり、レビュー『シトラスの風－Sunrise－』

- 2018年、月組、ショー『BADDY（バッディ）－悪党（ヤツ）は月からやって来る－』
- 2018年、星組『Killer Rouge（キラー ルージュ）』
- 2018年、雪組、ショー『Gato Bonito!!』
- 2019年、月組『霧深きエルベのほとり』、レビュー『ESTRELLAS（エストレージャス） ～星たち～』
- 2019年、月組、レビュー『クルンテープ　天使の都』
- 2019年、宙組『オーシャンズ11』
- 2019年、雪組『壬生義士伝』
- 2019年、星組、レビュー『Éclair Brillant（エクレール ブリアン）』
- 2019年、花組『シャルム！』
- 2019年、宙組、ショー『アクアヴィーテ（aquavitae）！！』
- 2020年、雪組『ONCE UPON A TIME IN AMERICA（ワンス アポン ア タイム イン アメリカ）』
- 2020年、花組『はいからさんが通る』
- 2020年、宙組『アナスタシア』
- 2021年、花組『Cool Beast!!』
- 2021年、月組『桜嵐記（おうらんき）』、『Dream Chaser』
- 2021年、雪組、ショー『Fire Fever!』
- 2021年、星組『柳生忍法帖』、レビュー『モアー・ダンディズム！』
- 2021年、花組『元禄バロックロック』
- 2022年、月組『FULL SWING!』
- 2022年、宙組『NEVER SAY GOODBYE』
- 2022年、雪組『夢介千両みやげ』
- 2022年、星組『めぐり会いは再び next generation－真夜中の依頼人（ミッドナイト・ガールフレンド）－』、レビュー『Gran Cantante（グラン カンタンテ）!!』